# Eclipse (Pink Floyd)
Eclipse – utwór muzyczny brytyjskiego zespołu rockowego Pink Floyd. Pochodzi z wydanej w 1973 roku płyty The Dark Side of the Moon. Był wykonywany przez Rogera Watersa, z fragmentami przez Davida Gilmoura. Po odejściu Rogera na koncertach wykonywał ją Gilmour.
Piosenka, razem z „Brain Damage”, jest często błędnie nazywana „Dark Side of the Moon”, ponieważ są powszechnie grane razem w radiu, co sprawia wrażenie, że są one jednym utworem. Nieprawidłowy tytuł pochodzi od powtarzających się słów w „Brain Damage” („Zobaczymy się na ciemnej stronie księżyca”) oraz faktu, że to tytuł albumu.